# Guillaume Ier (évêque de Grenoble)
Pour les articles homonymes, voir Guillaume Ier.
Guillaume, mort le 15 avril 1221, est un chartreux de la fin du XIIe et du début du XIIIe siècle, fait évêque et prince de Grenoble, sous le nom de Guillaume Ier.

## Biographie
Guillaume (Guillelmus,, Willelmi) est un Chartreux de la Grande Chartreuse (Dauphiné).
Il succède à Jean Ier, qui appartenait aussi à l'ordre des Chartreux, sur le trône épiscopal de Grenoble, en 1220,,.
Guillaume est mentionné (W(illelmi) Gr(ati)onopol(itani) episcopi) aux côtés de l'archevêque de Vienne, Jean de Bernin, dans l'acte de fondation de l'abbaye de Beaulieu, en 1220,.
Guillaume apparait dans un acte où il reçoit l'hommage et la fidélité du chevalier Amédée de Chatte (Chasta) pour tout ce qu'il possédait en alleu à Poliénas,,.
Edmond Maignien nous dit qu'il meurt à la Grande Chartreuse, le 15 avril 1221, des suites d'une maladie,. Les Chartreux ont conservé son testament dans lequel il indique notamment faire un don à la Grande Maison ainsi qu'à un neveu,. Un obit indiquait par erreur l'année 1223.
Son successeur semble être Pierre Ier,. Le Catalogue des évêques de Grenoble inversait les deux prélats, de même que le Regeste dauphinois.